# Teresa Cowley
Mère Mary Teresa ou Jane Cowley RRC (1852 ou 1857 - 28 novembre 1914) est une religieuse irlandaise des Sœurs de la Miséricorde, infirmière pendant la guerre des Boers et éducatrice.

## Biographie
Mère Teresa est née Jane Cowley à Dunshaughlin, dans le comté de Meath en 1852 ou 1857. Elle est la fille de John et Margaret Cowley (née Loughran). Le 2 février 1877, elle entre au couvent de la Miséricorde à Strabane dans le comté de Tyrone. Elle professe le 8 janvier 1880 et prend le nom de sœur Mary Teresa. Elle devient supérieure du couvent de Strabane en 1894.
Cowley conduit un groupe de cinq sœurs en octobre 1897 de Strabane en Afrique du Sud en tant que sœur supérieure en réponse à un appel de l'évêque de Mahikeng, le Dr Anthony Gaughran. Elles arrivent en février 1898 et ouvrent leur première école. La seconde guerre des Boers éclate en octobre 1899 et Mahikeng est assiégé. Le couvent est réquisitionné pour servir d'hôpital militaire, les sœurs soignant les blessés. Pendant sept mois, les sœurs vivent dans un abri anti-bombes.
Cowley reçoit la Croix-Rouge royale du roi Édouard VII le 1er octobre 1901 en reconnaissance de son service pendant la guerre,,. Elle reçoit également la médaille de guerre sud-africaine.
Après la guerre, elles reconstruisent et rouvrent l'école en 1900. Elles continuent à établir plus d'écoles dans la région et elles se rendent le dimanche dans les villages périphériques pour y donner des cours sur l'enseignement religieux. Les Sœurs de la Miséricorde mènent une campagne pour admettre les élèves sans distinction de race, conduisant à la création d'écoles multiraciales. Des écoles et des couvents sont ouverts à Braafontein, Mayfair, Minakau, Orange Farm, Pretoria, Soweto, Vryburg et Winterveladt, ainsi qu'une maison de retraite à Natal.
Cowley meurt le 28 novembre 1914. Elle reçoit tous les honneurs militaires lors de ses funérailles, le salut de trois volées est effectué par les Bechuanaland Rifles. Elle est enterrée dans le cimetière de la ville de Mahikeng.